# Caratal
Caratal es una localidad de Trinidad y Tobago, que forma parte de la región de Couva-Tabaquite-Talparo.

## Geografía
La localidad abarca parte de la isla Trinidad y limita al norte con Forres Park, al sur con Parforce, al este con Bonne Aventure y al oeste con Forres Park, Hermitage y Gasparillo.

## Demografía
Datos demográficos de la localidad de Caratal:
| Gráfica de evolución demográfica de Caratal entre 2000 y 2011 |
|                                                               |